# 戴克 (愛荷華州)
戴克（英語：Dike）是一個位於美國愛荷華州格蘭迪縣的城市。

## 地理
戴克的座標為42°27′53″N 92°37′50″W / 42.46472°N 92.63056°W，而該地的平均海拔高度為288米（即942英尺）。

## 人口
根據2010年美國人口普查的數據，戴克的面積為3.63平方千米，當中陸地面積為3.63平方千米，而水域面積為0.00平方千米。當地共有人口1209人，而人口密度為每平方千米333人。